# Marco Giuri
Marco Giuri (Brindisi, 8 luglio 1988) è un cestista italiano.

## Carriera

### Club
Giuri esordisce nei campionati senior con la Virtus Siena in Serie B d'Eccellenza 2005-2006, disputando 27 partite di stagione regolare e 2 di play-out. Nella stagione successiva passa alla Junior Casale in Legadue 2006-2007; scende in campo in 11 occasioni, poi a gennaio si trasferisce in prestito a Vigevano in B d'Eccellenza per acquisire esperienza.
Dal 2007 al 2009 disputa 52 partite in Legadue con la maglia del Basket Livorno. Nel 2009-2010 rimane nella categoria, trasferendosi all'Aurora Basket Jesi (30 partite a referto). Disputa poi la Serie A Dilettanti 2010-11 con Potenza, e nel dicembre 2011 viene acquistato dall'Enel Brindisi in Legadue. Con la squadra della sua città natale vince la Coppa Italia di Legadue venendo nominato miglior giocatore italiano della competizione; disputa 18 partite di stagione regolare, accedendo ai play-off valevoli per la promozione e conquistando la massima serie.
Continua a militare nella seconda serie nazionale anche per le tre stagioni seguenti, trascorse rispettivamente con i colori di Barcellona Pozzo di Gotto, Ferentino e Verona.
Nella stagione 2015-2016 firma un biennale con la Juvecaserta, squadra con cui disputa le prime due annate in Serie A nella propria carriera. Nel primo di questi due campionati mette a referto 6,0 punti in 25,2 minuti, nel secondo invece 6,5punti in 26,6 minuti. La sua prima parentesi casertana si conclude nell'estate 2017, con la squadra non iscritta all'edizione seguente per motivi economici nonostante la salvezza ottenuta sul campo.
Giuri continua comunque a calcare i parquet della Serie A tornando a Brindisi per una stagione, nella quale segna 7,2 punti in 22,4 minuti di utilizzo medio. 
Il 5 luglio 2018 esercita la possibilità di uscire dal contratto con il club pugliese, firmando una settimana più tardi un contratto annuale con la Reyer Venezia. Con la formazione veneta arriva a vincere lo scudetto, con un apporto personale di 4,4 punti in 11,1 minuti in 21 gare di regular season e di 1,9 punti in 5,8 minuti in 11 gare dei play-off.
Nell'estate 2019 scende in Serie A2 per fare ritorno alla Caserta dopo due anni, in una nuova società che nel frattempo aveva raccolto l'eredità della vecchia Juvecaserta. Nei due anni seguenti gioca per l'APU Udine sempre in Serie A2, stessa categoria in cui Giuri milita poi nel 2022-2023, questa volta con la canotta del Blu Basket Treviglio. Con i lombardi rimane quasi due anni disputando 69 gare (52 in campionato, 8 nei playoff, 8 in Supercoppa LNP, 1 in Coppa Italia LNP) e segnando 623 punti (9,0 di media), prima di essere ceduto alla Fortitudo Bologna nell'aprile 2024 poco prima dell'inizio dei play-off 2023-2024.
Fuori dal progetto Fortitudo, durante l'estate e l'autunno si allena con il Nardò Basket, e in seguito l'8 gennaio 2025, viene tesserato dalla squadra pugliese.

### Nazionale
Giuri ha indossato la maglie dell'Italia under 20 nel biennio 2007-2008. Ha disputato le edizioni 2007 e 2008 dei FIBA EuroBasket Under-20, vincendo la medaglia di bronzo nel 2007 e giocando rispettivamente 6 e 8 partite.

## Palmarès
- Campionato italiano: 1

Reyer Venezia: 2018-2019
- Coppa Italia LNP: 3

New Basket Brindisi: 2012
Scaligera Verona: 2015
APU Udinese: 2022